# Pelendri
Pelendri (griechisch Πελένδρι, türkisch Pelendri) ist eine Gemeinde im Bezirk Limassol in der Republik Zypern. Bei der Volkszählung im Jahr 2021 hatte sie 1026 Einwohner.
In der Gemeinde befinden sich die Kirchen Agios Ioannis Lampadistis, Archangelos Michail, Timios Stavros, Panagia tis Katholiki und Agios Mamatos.

## Name
Zur Herkunft des Namens Pelendri gibt es fünf Versionen. Eine Version hat etwas mit Pflanze Felandrio (Oenanthe) zu tun, die in der Gegend sehr häufig wuchs. Theophrastus erwähnt, dass aus den Blättern dieser Pflanze, die sehr duftend war, weinartige Myrrhe hergestellt wurde. Von dieser Pflanze stammt der Name Pelendri und Pelendria (ein Name, der in früheren Jahren verwendet wurde).
Eine andere Version besagt, dass in der Gegend eine Pilzart namens Pelendro wächst, die giftig ist, mit einem bitteren und adstringierenden Geschmack. Sie ist größer als die bekannten Pilzarten. Nearchos Clerides erwähnt jedoch, dass der Pilz seinen Namen von Pelendri erhielt und nicht umgekehrt.
Laut einem Bericht in einem französischen Magazin erhielt Pelendri seinen Namen von Pedendri, einem aromatischen Gras, das in der Gegend wuchs.
Eine weitere Version besagt, dass Pelendri seinen Namen dem Nachnamen einer mittelalterlichen Familie verdankt, die es einst als Lehen besaß (vor 1353). Leontios Macheiras erwähnt die Familie Pelentri.
Neuere Versionen besagen, dass Pelendri früher Polydentri genannt wurde, weil es in der Gegend viele Bäume gab. Dann wurde der Name der Kürze halber zu Pelendri.

## Lage und Umgebung

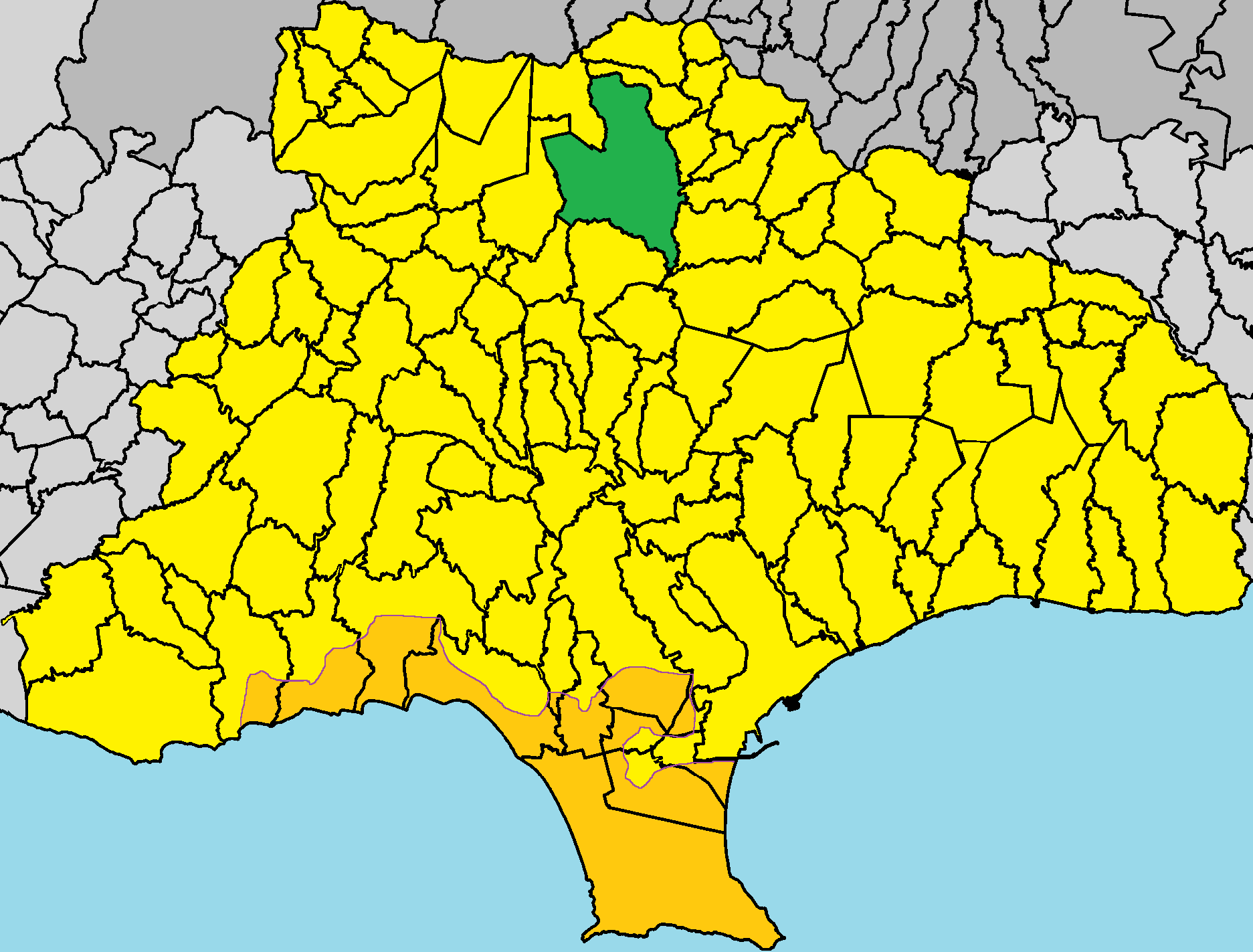
Lage im Bezirk Limassol

Pelendri liegt in dem Troodos-Gebirge am westlichen Ende von Pitsilia auf der Mittelmeerinsel Zypern auf einer Höhe von etwa 880 Metern, etwa 40 Kilometer nördlich von Limassol. Das etwa 32 Quadratkilometer große Dorf grenzt im Süden an Agios Mamas, im Südwesten an Trimiklini, im Westen an Moniatis, im Norden an Amiandos, im Nordosten an Dymes, im Osten an Potamitissa, Agios Ioannis und Kato Mylos und im Südosten an Zoopigi. Das Dorf kann über die Straße E806 erreicht werden.
Die Topografie des Gebiets ist schroff und bergig mit engen, tiefen Tälern und steilen Hängen. Von den drei Seiten des Dorfes erheben sich hohe Berggipfel, deren Höhe in einigen Fällen 1000 Meter übersteigt.
Das Klima der Gegend, kombiniert mit den relativ hohen jährlichen Niederschlägen die Pelendri erhält (rund 750 Millimeter), begünstigen den Anbau verschiedener Obstbäume (Äpfel, Pfirsiche, Birnen), Weinstöcke, Oliven, Mandeln, Walnüsse und Gemüse (Bohnen, Erbsen) sowie Weintrauben, Tomaten, Gurken, Zwiebeln, Zucchini und Kartoffeln.
Aufgrund der Topographie des Gebiets gibt es jedoch mehrere unbebaute Gebiete, in denen die natürliche Vegetation ihre reiche Präsenz zeigt. Ein Teil der staatlichen Wälder von Troodos und Moni fällt in die Verwaltungsgrenzen von Pelendri.

## Geschichte
Pelendri war eine bekannte Siedlung, die im Mittelalter existierte. Louis de Mas Latrie erwähnt es als Pelendres oder Pelondres. Darüber hinaus wird erwähnt, dass es 1353 das Lehen von Johann I. war.
Berichten zufolge gab es noch 14 kleine Dörfer in der Umgebung. Aus Sicherheitsgründen verließen ihre Einwohner sie und schlossen sich den Einwohnern von Pelendri an. Diese Dörfer waren: Poulos, in dem wichtige archäologische Objekte aus der Zeit von Alexander dem Großen gefunden wurden, Fournia, in dem es Spuren einer alten Siedlung gibt, Troumithos, in dem sich eine sehr alte Kupferkiesmine befindet, Tzeramis, die vollständig durch einen Erdrutsch zerstört wurde, Rodia, Konara, Kaminia, Matokambos, Halazin, Argyrou, Deisis, Ais Yiannis Potamoulion, Pontikia und Kountourides.

### Bevölkerungsentwicklung
Laut den in Zypern durchgeführten Volkszählungen nahm die Bevölkerung der Gemeinde von 1881 bis 1976 zu. Dann begann die Bevölkerung aufgrund der Urbanisierung abzunehmen. Die folgende Tabelle zeigt die Bevölkerung von Pelendri, wie sie in den in Zypern durchgeführten Volkszählungen erfasst wurde.
| Jahr      | 1881 | 1891 | 1901 | 1911 | 1921 | 1931 | 1946 | 1960 | 1976 | 1982 | 1992 | 2001 | 2011 | 2021 |
| Einwohner | 444  | 515  | 579  | 715  | 798  | 982  | 1504 | 2094 | 2218 | 1739 | 1377 | 1185 | 1074 | 1026 |